# Veneno (canción de Zoé)
«Veneno» es un sencillo de la banda de rock alternativo Zoé, incluido en su segundo álbum de estudio Rocanlover, publicado en abril del 2004.

## Otras versiones
Esta canción está incluida en los Álbumes recopilatorios Grandes Hits, Zoé Hits 01-06
Esta canción fue tocada en su Concierto conmemorativo por los 10 años de la banda en Palacio de los Deportes pero no fue incluida ni el DVD y ni el CD.
Crearon una versión para su álbum en vivo MTV Unplugged/Música de fondo del 2011 donde contaron con la compañía de músicos como Chetes en la Mandolina, Andrés Sánchez y Yamil Rezc en las Percusiónes y con Denise Gutiérrez en los coros. En la plataforma YouTube tiene una video en vivo del Unplugged con 39,282,184 visitas siendo una de las canciones más famosas de la banda.
Existen una versión en el álbum tributo a Zoé Reversiones cantada por la cantante argentina Daniela Spalla publicada en la plataforma YouTube el 6 de abril del 2021.

## Lista de canciones
| Lista de canciones |                                                         |          |  |
| N.º                | Título                                                  | Duración |  |
| 1.                 | «Veneno» (Versión del álbum)                            | 4:27     |  |
| 2.                 | «Veneno(con Lo Blondo)» (MTV Unplugged/Música de Fondo) | 4:16     |  |

## Personal
En la versión de Estudio participaron
- León Larregui - voz líder.
- Sergio Acosta - guitarra eléctrica.
- Ángel Mosqueda - Bajo, coros.
- Jesús Báez - Teclados.
- Alberto Cabrera - Batería

En la versión del Unplugged participaron
- León Larregui - voz líder.
- Ángel Mosqueda - Bajo.
- Jesús Báez - Teclado
- Sergio Acosta - guitarra acústica.
- Rodrigo Guardiola - Batería, Percusión.
- Chetes - Mandolina, coros.
- Denise Gutiérrez - coros.
- Andrés Sánchez - Percusiones.
- Yamil Rezc - Vibráfono, Percusiones.